# ACTA
Handelsaftale om bekæmpelse af forfalskning (i danske tekster ofte omtalt med det engelske akronym ACTA efter The Anti-Counterfeiting Trade Agreement) er en foreslået multilateral aftale med henblik på opretholdelse af internationale standarder for håndhævelse af intellektuelle ejendomsrettigheder.
ACTA vil etablere en ny international juridisk ramme, hvor lande kan deltage på frivillig basis og skabe sit eget styrende organ uden for de eksisterende internationale institutioner som Verdenshandelsorganisationen (WTO), World Intellectual Property Organization (WIPO) eller De Forenede Nationer. Forhandlende lande har beskrevet det som et svar til stigning i den globale handel med forfalskede varer og piratkopierede, ophavsretsbeskyttede værker. Omfanget af ACTA omfatter forfalskede varer, generiske lægemidler og krænkelse af ophavsretten på internettet.
Ideen om at skabe en multilateral aftale om forfalskning blev udviklet af Japan og USA i 2006. Canada, Den Europæiske Union og Schweiz sluttede sig til de indledende forhandlinger i 2006 og 2007. Officielle forhandlinger begyndte i juni 2008 med Australien, Mexico, Marokko, New Zealand, Republikken Korea og Singapore, som også sluttede sig til forhandlingerne. Forhandlingerne blev klassificeret som hemmelige i USA på grund af "risiko for skade på den nationale sikkerhed". Bortset fra de deltagende regeringer var et rådgivende udvalg fra store USA-baserede multinationale selskaber inviteret med til at høre om indholdet af udkastet til traktaten.[kilde mangler]
Forhandlingerne var hemmelige og uden demokratisk indblik, men visse informationer blev lækket – heriblandt informationer om at USA, Singapore, Sydkorea og Danmark blokerede for at give offentligheden indsigt i aftalen.
Danmarks regering tiltrådte ACTA 26. januar 2012, men 4. juli 2012 samme år blev traktaten nedstemt i EU-parlamentet med 478 stemmer imod, 39 stemmer for, og 165 medlemmer der undlod at stemme. ACTA er således ikke ratificeret og er således ikke trådt i kraft.

## Kritik
Aftalen har fået kritik i stil med, men i mindre omfang end, det amerikanske lovforslag SOPA; kritik der beskylder aftalen for at begrænse ytringsfriheden og krænke privatlivet. Aftalen er også blevet kaldt "værre end SOPA", da den forhandles uden mulighed for offentlig indsigt og ikke kan ophæves. ACTA har affødt protester i Polen, der har oplevet demonstrationer i gaderne såvel som i parlamentet. Også i Danmark har der været protestdemonstrationer. Internetaktivistgruppen Anonymous har erklæret, at de vil gøre den polske regering til deres næste mål, hvis ikke de frafalder ACTA snarligst. Kader Arif fra Europa-Parlamentet, der havde fulgt processen, kritiserede også i skarpe vendinger aftalen i forbindelse med, at han valgte at fratræde sin stilling som EUs udpegede ACTA-rapportør.

### Reaktioner på kritikken
Handels- og investeringsminister Pia Olsen Dyhr har givet udtryk for, at hun ikke vurderer at aftalen vil få konsekvenser for den enkelte danske borgers adgang til eller brug af internettet, idet aftalen kun skal hindre større, organiserede krænkelser af ophavsret.